# فرودگاه نیروی هوایی سلطنتی اسپیلسبی
فرودگاه نیروی هوایی سلطنتی اسپیلسبی (به انگلیسی: RAF Spilsby) یک فرودگاه نظامی است . این فرودگاه در کشور انگلستان قرار دارد .